# Joey Archibald
Joey Archibald (* 20. Februar 1914 in Providence, Rhode Island; † 3. Februar 1998) war ein US-amerikanischer Boxer im Federgewicht. Er wurde von Al Weill gemanagt und von Charley Goldman trainiert.

## Profikarriere
Er gab am 29. April im Jahre 1932 gegen Ernest Hebert erfolgreich sein Profidebüt. Im Oktober 1939 bezwang er seinen Landsmann Mike Belloise über 15 Runden durch Mehrheitsentscheidung und errang dadurch den vakanten Weltmeistergürtel des ehemaligen Verbandes NYSAC. Am 14. April des darauffolgenden Jahres kam mit einem einstimmigen Punktsieg gegen Leo Rodak, ebenfalls ein Landsmann von ihm, der Weltmeistertitel der NBA hinzu.
Am 20. Mai 1940 verlor er den NYSAC-Gürtel an Harry Jeffra. Zudem wurde ihm im selben Jahr der NBA-Titel aberkannt. Allerdings konnte er am 12. Mai des Jahres 1941 zum zweiten Mal den Weltmeistertitel der NYSAC erringen, als er Jeffra im Rückkampf durch Mehrheitsentscheidung besiegte. Im September desselben Jahres verlor er den Gürtel gegen Chalky Wright.